# IPCH-Europameisterschaft 2021
Die 5. Powerchairhockey-Europameisterschaft sollte vom 31. Mai bis 7. Juni 2021 im finnischen Pajulahti ausgetragen werden. Pajulahti war schon 2012 Ausrichter der 3. Europameisterschaft. Ursprünglich war das Turnier vom 1. Juni bis 8. Juni 2020 geplant, musste aber wegen der COVID-19 Krise um ein Jahr verschoben werden. Am 7. Dezember 2020 wurde das EM Turnier dann endgültig abgesagt, weil sich die Covid-19 Situation nicht gebessert hat.

## Teilnehmer
Qualifiziert sind die in der Weltrangliste (Stand: 22. November 2018) führenden 6 Nationen Dänemark, Niederlande, Schweiz, Deutschland, Italien und Belgien. Plus Finnland, als Gastgeber, sowie Spanien, als Sieger des Qualifikationsturnier. Die Auslosung der Gruppen fand am 9. November 2019 in Pajulahti statt.

## Qualifikationsturnier
Am 11. und 12. Oktober 2019 fand in Prag das Qualifikationsturnier statt. Von den drei Mannschaften Tschechien, Slowenien und Spanien qualifiziert sich der Sieger, als achtes Team, für das Endturnier in Finnland.
Die Spanier sicherten sich mit vier Siegen überlegen den Turniersieg und qualifizieren sich zum zweiten Mal nach 2016 für die Europameisterschaft Endrunde.
| Pl. | Land       | Sp. | S | U | N | Tore    | Diff. | Punkte |
| --- | ---------- | --- | - | - | - | ------- | ----- | ------ |
| 1.  | Spanien    | 4   | 4 | 0 | 0 | 031:110 | +20   | 08:0   |
| 2.  | Tschechien | 4   | 2 | 0 | 2 | 032:240 | +8    | 04:40  |
| 3.  | Slowenien  | 4   | 0 | 0 | 4 | 011:390 | −28   | 0:80   |

1. Spieltag
| 11. Oktober 2019, 10:30 |   |            |      |
| Slowenien               | – | Spanien    | 0:9  |
| 11. Oktober 2019, 13:30 |   |            |      |
| Tschechien              | – | Slowenien  | 13:2 |
| 11. Oktober 2019, 16:30 |   |            |      |
| Spanien                 | – | Tschechien | 8:4  |

2. Spieltag
| 12. Oktober 2019, 9:30  |   |            |      |
| Tschechien              | – | Spanien    | 3:9  |
| 12. Oktober 2019, 13:00 |   |            |      |
| Spanien                 | – | Slowenien  | 5:4  |
| 12. Oktober 2019, 16:30 |   |            |      |
| Slowenien               | – | Tschechien | 5:12 |

## Gruppe A
| Pl. | Land        | Sp. | S | U | N | Tore    | Diff. | Punkte |
| --- | ----------- | --- | - | - | - | ------- | ----- | ------ |
| 1.  | Niederlande | 0   | 0 | 0 | 0 | 000:000 | ±0    | 0:0    |
| 1.  | Belgien     | 0   | 0 | 0 | 0 | 000:000 | ±0    | 0:0    |
| 1.  | Dänemark    | 0   | 0 | 0 | 0 | 000:000 | ±0    | 0:0    |
| 1.  | Schweiz     | 0   | 0 | 0 | 0 | 000:000 | ±0    | 0:0    |

## Gruppe B
| Pl. | Land        | Sp. | S | U | N | Tore    | Diff. | Punkte |
| --- | ----------- | --- | - | - | - | ------- | ----- | ------ |
| 1.  | Italien     | 0   | 0 | 0 | 0 | 000:000 | ±0    | 0:0    |
| 1.  | Spanien     | 0   | 0 | 0 | 0 | 000:000 | ±0    | 0:0    |
| 1.  | Deutschland | 0   | 0 | 0 | 0 | 000:000 | ±0    | 0:0    |
| 1.  | Finnland    | 0   | 0 | 0 | 0 | 000:000 | ±0    | 0:0    |

## Weblink
- Offizielle EM Webseite